# Lepisiota sericea
Lepisiota sericea är en myrart som först beskrevs av Auguste-Henri Forel 1892.  Lepisiota sericea ingår i släktet Lepisiota och familjen myror. Inga underarter finns listade i Catalogue of Life.